# The Fordham
The Fordham is een wolkenkrabber in Chicago, Verenigde Staten. Het gebouw staat op 25 East Superior Street. De bouw van de woontoren begon in 2001 en werd in 2003 voltooid.

## Ontwerp
The Fordham is 174,81 meter hoog, tot de hoogste gemeten verdieping is dit 150,93 meter. Het telt 52 verdiepingen, 512 parkeerplaatsen en 245 appartementen. Het is door Solomon Cordwell Buenz and Associates in postmodernistische stijl ontworpen en heeft een betonnen gevel.
Het gebouw bevat naast woningen ook een parkeergarage en een wijnkelder. De woontoren staat tussen twee kerken in. De kleur van de gevel past bij het kalksteen dat in beide kerken is gebruikt.